# 八神峰

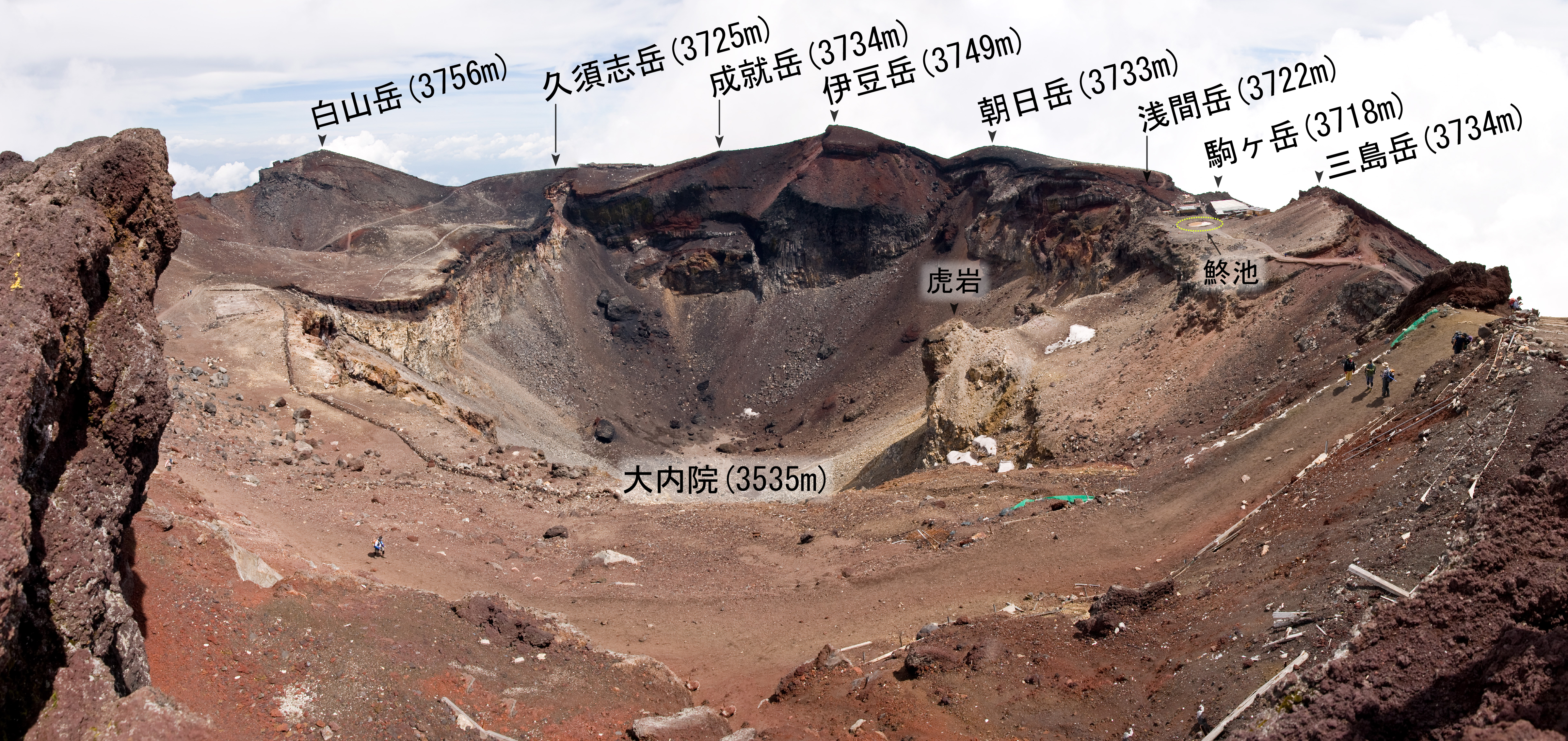
剣ヶ峰山頂より見た八神峰と大内院（2012年9月撮影）

八神峰（はっしんぽう）は、富士山頂にある8つの峰の総称。八神峰の他にも富士八峰（ふじはっぽう）や、仏教でいう八葉蓮華から由来した八葉（はちよう）という名称で呼ばれることもある。8という数字は仏教に由来するが、富士山頂には数え方によっては9から13程度の峰（ピーク）があり、どれを含むかは厳密にははっきりしていない。
「富士山-信仰の対象と芸術の源泉」の「富士山域」の一部である「山頂の信仰遺跡群」の一部として世界文化遺産の構成要素に含まれている。

## 概要
噴火口（大内院）の縁を形成する峰のうち顕著に高い頂にそれぞれ命名されている。中でも剣ヶ峰は日本最高峰として代表的な存在である。富士山の絵画で見られる山頂部の突起の描写はこの八神峰である。本来はこれら八神峰すべて登拝することをお鉢巡りという。これら各峰は仏教関連の名称より由来しており、また中央の大内院に本尊の大日如来を当てはめ『八葉九尊』と呼ぶのが一般的であった。さらに山頂だけではなく、山内各所にも多くの神仏があてはめられており、各山小屋にも仏像が置かれていた。しかしながら、当時の資料でも複数の名称があり混乱していた。
延宝8年（1680年）の『八葉九尊図』は、江戸時代初期に書かれた吉田口・下浅間（現北口本宮富士浅間神社）から見た図であるが、中央に両界の大日如来を配置し、駿河口表（大宮・村山口）頂上から右回りで阿弥陀・文殊・釈迦・普賢・薬師・観音・勢至・地蔵を配置しており、各峰の名称もこれに対応していたと考えられる。
しかし例えば、中谷顧山が大宮・村山口から登山し、須走口から下山して、享保18年（1733年）に記した『富嶽之記』では、地蔵嶽・阿弥陀嶽・観音嶽・薬師獄までの4峰は『八葉九尊図』と同じだが、他は大日岳・浅間ヶ獄・剣之獄・雷之獄の4峰となっている。芙蓉亭蟻乗が文政6年（1823年）に記した『富士日記』では6峰が『八葉九尊図』と同じだが普賢獄や勢至獄は存在せず、代わりに弥勒獄や如来獄が記載されている。また新庄道雄が文化13年（1816年）から天保5年（1834年）にかけて記した『駿河国新風土記』の須山村浅間社の項では釈迦獄と薬師獄の2峰は記載されているものの、他は浅間ヶ獄・剣峯・駒ヶ獄・鋸ヶ獄・中将獄の5峰の計7峰となっており、同時期でも全く異なる名称を使っていたことがわかる。日本橋から吉田口の案内である万延元年（1860年）の『富士山道しるべ』においては、八葉蓮華を一ノ嶽地蔵・二ノ嶽阿弥陀・三ノ嶽観音・四ノ嶽釈迦・五ノ嶽弥勒・六ノ嶽薬師・七ノ嶽文殊・八ノ嶽大日如来と説明しているが、一方で地名の案内は薬師ヶ獄・観音ヶ獄・駒ヶ獄・文殊ヶ獄・剣の峯・馬背山・雷ヶ嶽・釈迦ヶ嶽となっており、どの峰にどの仏が祀られているのか、峰の名前や仏像の説明で一部はわかるもののはっきりとはしていない。
1874年（明治7年）から1875年（明治8年）にかけて、神仏分離令により仏教由来の名称である「八葉」から神道にふさわしい「八神峰」となり、それぞれの峰の名称が変更された。しかし、その後も混乱は続き、このため同じ峰でも複数の呼称が存在している状態が続いた。例えば、1900年（明治33年）発行の『大日本地名辞書』 では古来とも現在とも異なる名称が記載されている。その後、深田久弥が1940年（昭和15年）に記した『富士山』では現在とほぼ同じ名称になっており、それ以降、1971年（昭和46年）の学術書『富士山 富士山総合学術調査報告書』など、学術系の文献ではほぼ統一されており大きな変更はなかった。これら従来の名称も当時の富士山本宮浅間大社が提供した資料によるものとされる。ただし、各登山地図など世間的には浅間岳を駒ヶ岳の別名とし、本来の浅間岳は名称不明とする資料も多かった。
近年になると、富士山本宮浅間大社が遅くとも2005年（平成17年）ごろに山頂の久須志神社前へ設置した案内図（後述する問い合わせを受けた時期にホームページにも掲載されている）では「大日岳（朝日岳）と成就岳の位置が逆」「大日岳ではなく別名の朝日岳が正式名称になっている」「伊豆岳がない」という従来との違いがあった。世界遺産登録に向けて標識の統一のため名称の整理の動きがあり、2009年（平成21年）3月に環境省および静岡県と山梨県・地元自治体の土木部などで結成された「富士山標識関係者連絡協議会」（後の「富士山における適正利用推進協議会」）が浅間大社に問い合わせた結果、浅間大社では以前からこの名称を使っていたという回答を受けたことから、2010年（平成22年）3月に制定されたガイドラインを基に頂上など各所へ設置した標識・案内地図も「大日岳（朝日岳）→成就岳」「成就岳→朝日岳」に変更された。さらに昭文社も浅間大社に問い合わせ、各登山地図の表記も2014年（平成26年）より同じく変更された。今後はこちらで定着するとみられるが、2016年（平成28年）6月22日に開館した山梨県立富士山世界遺産センターや、2017年（平成29年）12月23日に開館した静岡県富士山世界遺産センターでは旧来の名称を使っており、いまだに混乱が見られる。
名称について、古い資料では「嶽」と書かれているものも多いが、現代では一般的に「岳」と記載されている。また、資料によって「ヶ」の有無はまちまちであるが、現代では一般的に剣ヶ峰と駒ヶ岳のみで使われている。以下「歴史的な八神峰」の節を除き、旧称においても基本的には「嶽」ではなく「岳」と記載する。

## 八神峰一覧
以下は国土交通省 中部地方整備局 富士砂防事務所の調査を基に、富士登山オフィシャルサイトなどの情報で補完した。登山上級者であれば浅間岳のような禁足地（足を踏み入れてはいけない神域）や外浜道（外輪道）の一部危険区域など立入禁止区間を除けば登頂可能であるが、落石などで周りに迷惑をかけないよう厳重に注意する必要がある。なお、お鉢巡りは仏教の礼法である右繞に基づき、右回りを正式とするため、浅間大社奥宮（旧大日堂）から右回りで記載する。
| 山容 | 名称                        | 名称                      | 名称                                                             | 標高（m） | 関係のある神仏                                       | 備考 |
| 山容 | 2014年以降                  | 1940年以降                | 旧称                                                             | 標高（m） | 関係のある神仏                                       | 備考 |
| ---- | --------------------------- | ------------------------- | ---------------------------------------------------------------- | --------- | ---------------------------------------------------- | --- |
|      | 三島岳 （みしまがたけ）     | 三島岳 （みしまがたけ）   | 文殊岳（もんじゅがたけ） 一岳 八岳                               | 3,734     | 地蔵菩薩（一岳） 宝生如来（八岳） 三島大明神（八岳） | 奥宮・鮗池の南西。 山頂の鳥居あり。 麓に破壊された石仏群がある。                                                                                          |
|      | 剣ヶ峰 （けんがみね）       | 剣ヶ峰 （けんがみね）     | 剣ヶ峰 剣ヶ岳（けんがたけ） 剣之岳（けんのたけ） 二岳            | 3,776     | 阿弥陀如来（二岳） 熊野三所大権現（二岳）            | 二等三角点「富士山」、電子基準点が設置。 |
|      | 白山岳 （はくさんがたけ）   | 白山岳 （はくさんがたけ） | 釈迦岳（しゃかがだけ） 三岳 四岳                                 | 3,756     | 釈迦牟尼如来（四岳） 白山妙理大権現（四岳）          | 二等三角点「富士白山」が設置。 山頂の鳥居あり。 |
|      | 久須志岳 （くすしがたけ）   | 久須志岳 （くすしがたけ） | 薬師岳（やくしがたけ） 四岳 六岳                                 | 3,725     | 薬師如来（六岳） 鹿島金山大権現（六岳）              | 久須志神社（旧薬師堂）裏。 山頂の鳥居あり。 全日本山岳リレー縦走記念碑が設置。                                                                            |
|      | 成就岳 （じょうじゅがたけ） | 大日岳 朝日岳             | 大日岳（だいにちがたけ） 浅間岳（あさまがたけ） 五岳             | 3,734     | 大日如来 浅間大菩薩                                  | 吉田・須走ルート頂上南側。 山頂の鳥居あり。 |
|      | 伊豆岳 （いずがたけ）       | 伊豆岳 （いずがたけ）     | 観音岳（かんのんがたけ） 阿弥陀岳（あみだがたけ） 三岳 六岳 七岳 | 3,749     | 観世音大菩薩（三岳） 伊豆大権現（三岳）              | 山頂に「天之御柱」あり。 浅間大社の見解では八神峰には含まない。                                                                                           |
|      | 朝日岳 （あさひがたけ）     | 成就岳                    | 勢至岳（せいしがたけ） 経ヶ岳（きょうがたけ） 観音岳 七岳        | 3,733     | 不空成就如来 勢至菩薩                                | 荒巻（勢至ヶ窪）と東安河原の間。 |
|      | 浅間岳 （せんげんがたけ）   | 浅間岳 （せんげんがたけ） | 浅間岳 大日岳                                                    | 3,722     | 大日如来 浅間大菩薩                                  | 浅間大社奥宮（旧大日堂）の裏にある禁足地。 山頂の鳥居あり。 登頂不可であるためか、八神峰に含まない場合もある。                                            |
|      | 駒ヶ岳 （こまがたけ）       | 駒ケ岳 浅間岳             | 駒ヶ岳 七岳 八岳                                                 | 3,718     | 文殊大菩薩（七岳） 箱根大権現（七岳）                | 御殿場ルート頂上と富士宮ルート頂上の間。 山頂の鳥居あり。 御殿場頂上側に聖徳太子を祀る銅馬堂がある。 駒ヶ岳は吉田ルート八合目の太子堂付近の名称でもある。 |

### 歴史的な八神峰
- 延宝8年（1680年）『八葉九尊図』 - 阿弥陀・文殊・釈迦・普賢・薬師・観音・勢至・地蔵（駿河口頂上から右回り、中央両界大日如来）、
- 江戸時代（宝永大噴火（宝永4年（1707年））以降） 富士山別当表口村山興法寺三坊『冨士山禅定図』 - 一嶽地蔵・二嶽阿弥陀・三観音・四釈迦・（内院両界曼荼羅・中央胎蔵界大日如来）・五嶽弥勒・六嶽薬師・七嶽文殊・八嶽宝生如来
- 享保18年（1733年） 中谷顧山『富嶽之記』 -  浅間岳・薬師岳・観音岳・地蔵岳・阿弥陀岳・大日岳・雷之岳・剣之岳
- 文化13年（1816年）から天保5年（1834年）新庄道雄『駿河国新風土記』「須山村浅間社」 - 釈迦獄・薬師獄・浅間ヶ獄・剣峯・駒ヶ獄・鋸ヶ獄・中将獄（計7峰）
- 文政6年（1823年）芙蓉亭蟻乗『富士日記』 - 地蔵嶽・阿弥陀嶽・観音嶽・釈迦嶽・弥勒獄・薬師獄・文殊獄・如来獄
- 嘉永5年（1852年）[4]『〈北口登山〉富士参詣名所図会』 - 薬師嶽・観音嶽・（内院・勢至窪）・経ケ嶽・（銚子窪）・駒嶽・浅間嶽・（鰶・不知親）・剣峰・（内浜・阿弥陀窪・外浜）・釈迦嶽・文殊嶽
- 万延元年（1860年）『富士山道しるべ』
  - 八葉蓮華：一ノ嶽地蔵・二ノ嶽阿弥陀・三ノ獄観音・四ノ獄釈迦・五ノ嶽弥勒・六ノ嶽薬師・七ノ嶽文殊・八ノ嶽大日如来
  - 地名：薬師ヶ獄・裏薬師堂・内院・獅子岩又虎石・観音ヶ獄・勢至ヶ窪・東賽の河原・銀名水・駒ヶ獄・表大日堂・虎石碑・鮗ヶ池・文殊ヶ獄・親不知ず・剣の峯・西賽の河原・馬背山（外浜道・内浜道）・雷ヶ嶽・阿弥陀ヶ窪・釈迦ヶ嶽・大沢（剣の峯と釈迦ヶ嶽の間）・釈迦の割石・金明水など
- 江戸時代（年代不明） 富士山別当表口村山興法寺三坊『富士山伝記附興法寺暦代』（通称：富士山伝并興法寺歴代写） - 地蔵嶽・阿弥陀嶽・観音嶽・釈迦嶽・弥勒獄・薬師獄・文殊獄・宝生獄
- 江戸時代（年代不明） 富士山別当表口村山興法寺三坊『駿河国富士山絵図』 - 一岳地蔵・二岳阿弥陀・三岳観音嶽・四岳釈迦・五岳弥勒・（内院両界曼荼羅・中央胎蔵界大日如来）・六岳薬師・七岳文殊・八岳宝生如来
- 江戸時代（年代不明） 大鏡坊『富士山略縁起』 - 地蔵嶽・観音嶽・薬師獄・文殊獄・勢至ヶ獄・浅間ヶ獄・剣ヶ獄・普賢獄
- 明治時代初期 村山浅間神社『富士山縁記』 - 一ノ岳（天照皇大神、本地延命地蔵菩薩）・二ノ岳（熊野権現、本地阿弥陀如来）・三ノ岳（伊豆山大権現、本地大悲観世音）・四ノ岳（白山大権現、本地釈迦牟尼如来）・五ノ岳（日吉山王権現、本地弥勒菩薩）・六ノ岳（鹿島金山大明神、本地薬師如来）・七ノ岳（箱根権現、本地大聖文殊菩薩）・八ノ岳（三島大明神、本地宝勝如来）・中央他省略
- 1900年（明治33年）『大日本地名辞書』 - 阿弥陀嶽・観音嶽・釈迦嶽・薬師獄・剣峰・雷ヶ獄・駒ヶ獄・馬背ヶ獄

## 八神峰周辺
八神峰周辺には霊場と考えられている箇所が多数存在する。富士山本宮浅間大社#山頂信仰遺跡も参照。
大内院（だいないいん）
山頂の中心にある大きい火口のこと。標高3,535ｍ・八合目に相当。別名幽宮（かくりのみや）、お鉢、御内陣とも。浅間大社により禁足地となっている。
内院という名称は弥勒菩薩がいる兜率天内院から、幽宮は伊弉諾尊の終焉の地から取られている。
関係のある神仏は大日如来で、江戸時代には賽銭が入れられていた。詳細は富士山#山役銭と内院散銭を参照。
鮗池（このしろいけ）
三島岳など周囲の雪解け水が地下を流れており、その一部が窪地に現れたもの。鮗ヶ池（このしろがいけ）とも。江戸時代には橋が架かっていた時期もあった。
村山大宮拝所（むらやまおおみやはいしょ）
奥宮から鮗池を超えて、三島岳の北、虎岩の南に位置する、大宮・村山口からの登山者が内院散銭を行っていた場所。
虎岩（とらいわ）
三島岳の下、大内院につきだしている、うずくまる虎の形に見える岩。獅子岩（ししいわ）、虎石（とらいし）とも。
なお、吉田口下山道七合目（御中道）にも獅子岩と呼ばれる岩がある。
馬の背（うまのせ）
奥宮から剣ヶ峰へ向かう標高差60ｍの砂礫の急坂。江戸時代の資料では親不知ず（おやしらず）とも呼ばれている。
親知らず子知らず（おやしらずこしらず）
剣ケ峰の鉄塔の先から北の大沢崩れの突端へと続く切り立った岩稜。
1900年（明治33年）の『大日本地名辞書』では馬背ヶ獄（うまのせがたけ）として八神峰に数えられている。五岳とも。関係のある神仏は弥勒大菩薩（五岳）、日吉山王大権現（五岳）。
本来、この親知らず子知らずを通るのがお鉢巡りの「外浜道」だが、大沢崩れの崩落が続いたことから通行禁止となっている。そのため、現在のお鉢巡りは親知らず子知らずの内側を通る「内浜道」のみが通行可能となっている。
西安河原（にしやすのかわら）
内浜道にある広場。旧称は西賽ノ河原（にしさいのかわら）。名称は賽の河原および天安河原から取られている。以前は国立公園事務所が建っていた。
大沢崩れ源頭部（おおさわくずれげんとうぶ）
大沢頭（おおさわがしら）、一岳とも呼ばれる小さい峰（ピーク）。標高3,740m。白杭が建てられている。
関係のある神仏は延命地蔵菩薩（一岳）、伊勢天照皇大神宮（一岳）。一般的に八神峰には含まない。
万年雪（まんねんゆき）
大沢崩れ源頭部の下、大内院にある常に雪のたまる場所。五月から六月ごろには富士サミットフォール（富士頂上瀑）という氷柱、氷瀑となる。
（名称なし）
大沢崩れ源頭部と雷岩の間にある小さい峰（ピーク）。標高3,732m。白杭が建てられている。
雷岩（いかづちがいわ・かみなりがいわ）
大沢崩れ源頭部と白山岳の間にある岩。標高3,731m。一般的に峰（ピーク）ではなく岩とされ、八神峰には含まない。
旧称は雷ヶ岳（いかづちがたけ・かみなりがたけ）、雷之岳（いかづちのたけ・かみなりのたけ）、三岳。関係のある神仏は天鼓雷音如来（三岳）、普賢大菩薩（三岳）。
小内院（しょうないいん）
雷岩の下にある小さい火口（標高3,680ｍ）。別名は阿弥陀ヶ窪（あみだがくぼ）で、阿弥陀如来から取られている。
シャカの割れ石（しゃかのわれいし、釈迦割石）
一般的には峰（ピーク）ではなく白山岳の一部である岩とされ、八神峰には含まない。浅間大社では単に「割れ石」と呼ぶのが正式。
金明水（きんめいすい）
白山岳の麓にある出水口で、雪解け水が溶岩からでている。信仰の対象として見られ、祠が祀られている。久須志神社が管理。
（名称なし）
久須志岳と久須志神社の間にある小さい峰（ピーク）。
吉田須走拝所（よしだすばしりはいしょ）
久須志神社と成就岳の間にある、吉田口・須走口からの登山者が内院散銭を行っていた場所。初穂打場（はつほうちば）とも。
（名称なし）
伊豆岳と朝日岳の間にある小さい峰（ピーク）。
荒巻（あらまき）
伊豆岳と朝日岳の間にある岩場（窪地）。旧称は勢至ヶ窪（せいしがくぼ）で、勢至菩薩から取られている。
江戸時代晩期から昭和中期にかけては噴気活動が存在し、明治時代および大正時代にはその地熱で茹でた卵が売られていた。
東安河原（ひがしやすのかわら）
朝日岳と須山口頂上の間、長田尾根の頂上にある広場。旧称は東賽ノ河原（ひがしさいのかわら）。NTT富士山頂分室があり、そばには富士無線中継記念碑と、富士山で殉職した栗山國男の殉難碑がある。長田尾根は御殿場口に繋がる、気象庁職員のために作られた冬季登山道で、世界遺産登録前は鉄柵があった。
須山拝所（すやまはいしょ）
東安河原と駒ヶ岳の間にある須山口頂上、銀名水のすぐ東に位置する、須山口からの登山者が内院散銭を行っていた場所。須山口頂上のあたりは銚子窪（ちょうしくぼ）とも呼ばれる。
銀明水（ぎんめいすい）
須山口頂上にある出水口で、雪解け水が溶岩からでている。信仰の対象として見られ、祠が祀られている。浅間大社奥宮が管理。